# Persistence of Time
Persistence of Time is het vijfde (full length) studioalbum van de Amerikaanse band Anthrax en tevens het laatste studioalbum met Joey Belladonna als zanger tot 2011. Het kwam uit op 1 september 1990. Anthrax slaat hier een andere weg in en het album begint met vier relatief lange songs, met wat tragere en loggere klanken, wat bij thrashmetal vaak geliefd is, waarna er vooral snelle korte songs volgen, zoals Got the Time, een cover van Joe Jackson.
De toer in 1990, die ook Nederland aandeed, was niet zonder succes. Anthrax speelde als special guest van Iron Maiden en speelde op het concert in de Groenoordhallen in Leiden op 2 november 1990 enkele toegiften voor het enthousiaste publiek. In de middag voor het concert speelde Anthrax als mediastunt in een garage in Hoofddorp. Met dit album nam Anthrax grotendeels afscheid van de verentooien, bermudashorts in heavymetalstijl en dergelijke, waarin opgetreden werd, ook waren er vrijwel geen komische nummers op het nieuwe album. Het album is niet het allerhardste van Anthrax, maar klinkt volwassen, net als de nummers zeggen "de tijd tikt door, wordt volwassen".

## Tracklist
1. 'Time'
2. 'Blood'
3. 'Keep it in the Family'
4. 'In my World' (ook als single uitgebracht)
5. 'Gridlock'
6. 'Intro to Reality'
7. 'Belly of the Beast'
8. 'Got the time' (ook als single uitgebracht, cover van Joe Jackson).[2]
9. 'H8 Red'
10. 'One Man Stands'
11. 'Discharge'

## Bandleden
- Dan(ny) Spitz, gitaar
- Frank Bello, basgitaar
- Charlie Benante drums
- Joey Belladonna, zang
- Scott Ian, gitaar